# Ranšpurk
Ranšpurk je zrušená národní přírodní rezervace jižně od města Lanžhot v okrese Břeclav. Důvodem ochrany byl starý lužní prales s bohatou avifaunou. Národní přírodní rezervace byla k 1. lednu 2025 zrušena a nahrazena národní přírodní rezervací Lanžhotské pralesy.

## Fotogalerie

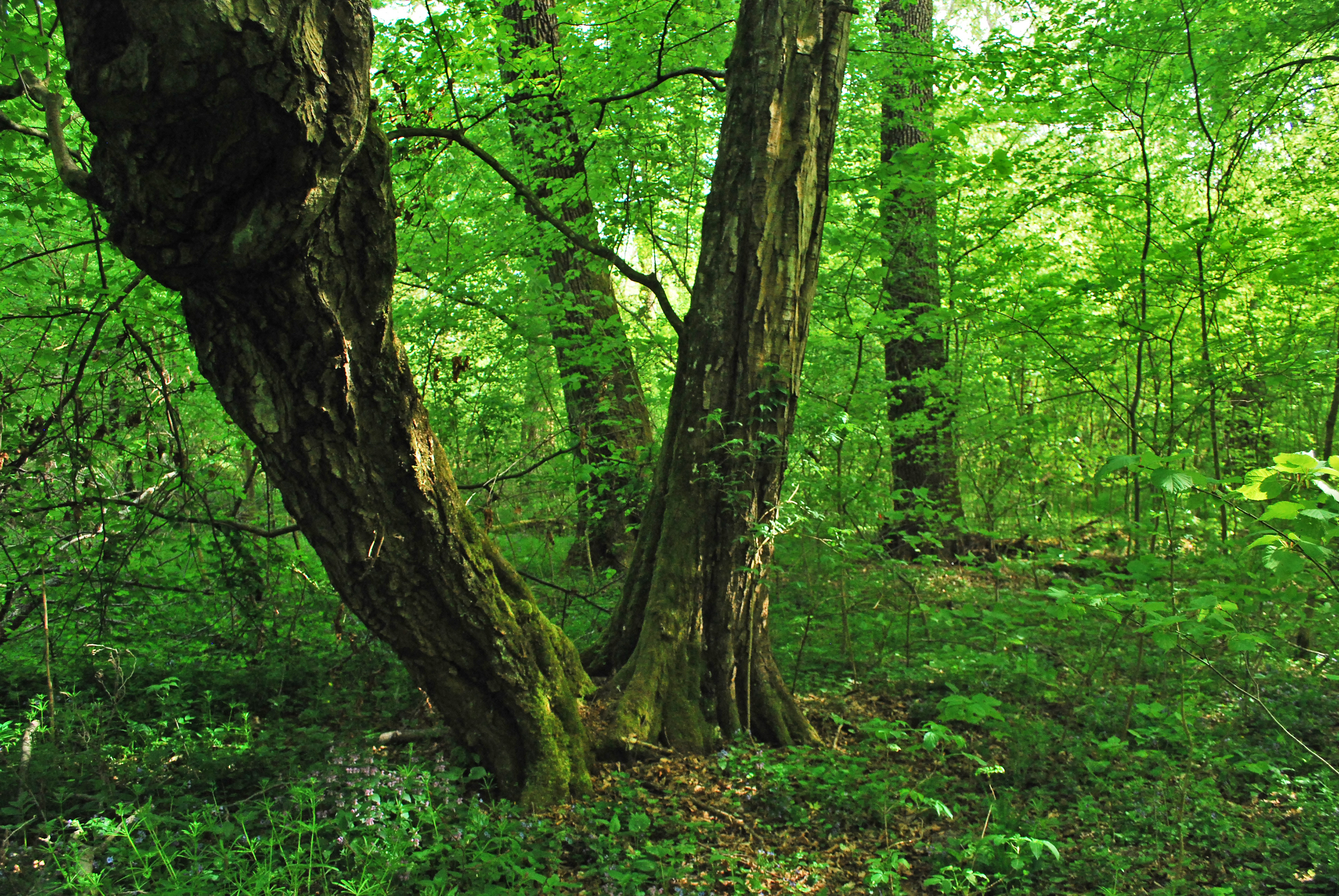
Lužní prales Ranšpurk
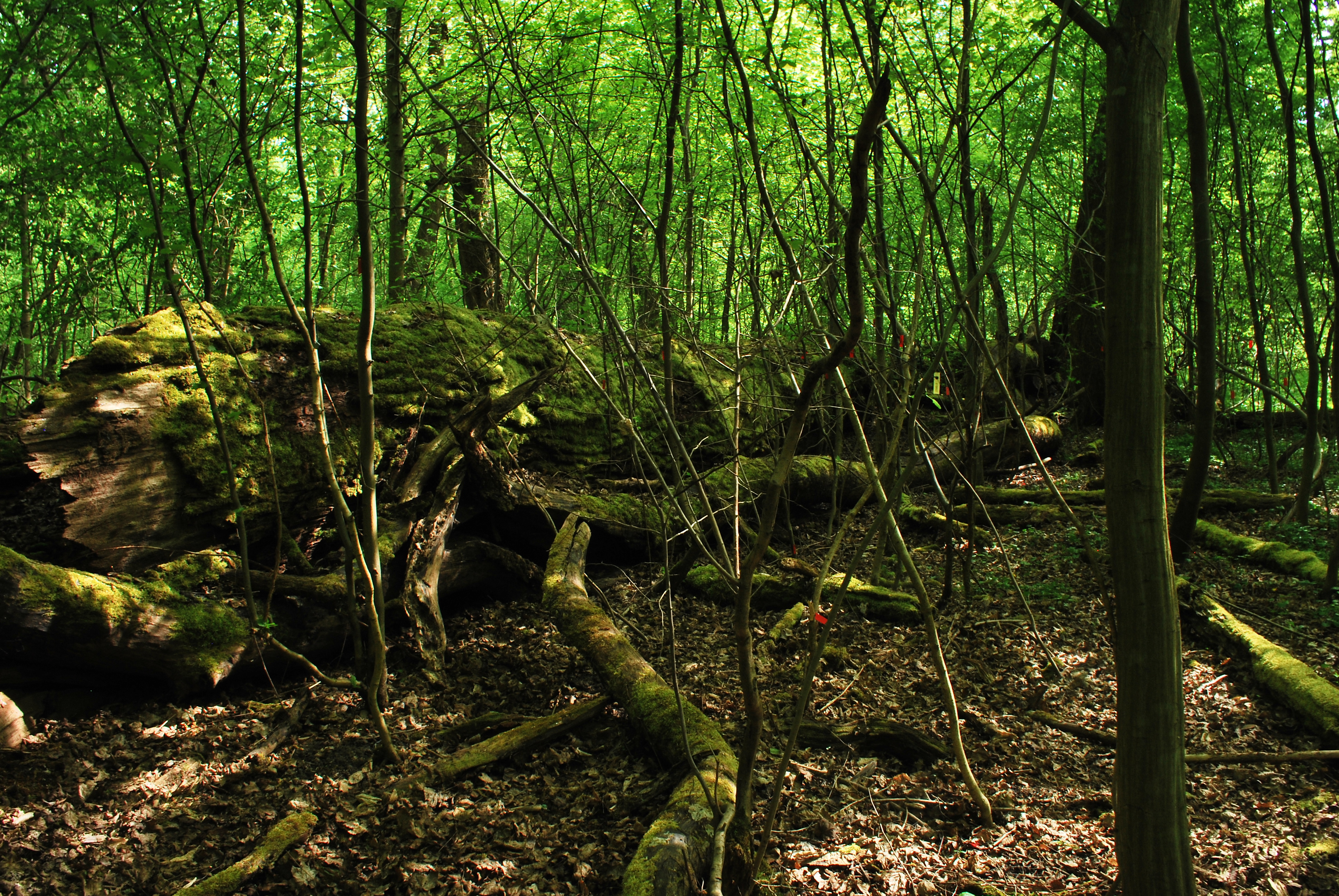
Pralesní stromový spad v Ranšpurku